# Тамјан
Тамјан, тамљан, тамњан (грч. λιβάνι; лат. olibanum) је ароматична смола која се добија од дрвећа из рода Boswellia, од врста Boswellia sacra, Boswellia thurifera, Boswellia frereana...
Паљењем тамјана развија се изузетно јак и необично пријатан мирис. Користи се у религиозне сврхе, у производњи парфема, у ароматерапији, у традиционалној медицини.

## Порекло и станиште
Јужна је Арабија дошла у уже везе с Египтом када је он успоставио трговинске везе са Пунтом и Нубијом. Херодот говори о Сесостриду, можда Сенусрету I (1980—1935. п. н. е.) из Дванаесте династије, као освајачу народа Арабљанског залива, вероватно афричке стране Црвеног мора. Осамнаеста династија држала је флоту у Црвеном мору, али већ за време пете династије налазимо Сахура (2553—2541. п. н. е.) како води прву поморску експедицију морским путем до земље која производи тамјан, вероватно до Сомалије на афричкој обали.
Главна атракција за Египћане у јужној Арабији био је тамјан који су они високо ценили због његове употребе у храмовима и приликом мумификације (балсамовања), а њиме је тај део Арабије био нарочито богат. Када је Нубија била подјармљена и Пунт (данашња Сомалија) укључен у трговинску сферу Египатског царства, многе су експедиције биле предузете у она места како би се добила смирна, миришљаве гуме, смола и ароматично дрвеће.
Такву једну експедицију у Пунт предузела је Хатшепсут (око 1500. п. н. е.), прва славна жена у историји. Изасланици њеног наследника Тутмоса III, донели су (1479. п. н. е.) из исте земље уобичајен товар „слонове кости, ебановине, пантерског крзна и робова“. Пошто су ово били и продукти Јемена у југозападној Арабији, може се веровати да су Египћани употребљавали назив Пунт за земљу на обе стране Баб ел Мандеба. Можда је и злато дошло из Арабије. Трговина тамјаном са Јужном Арабијом ишла је кроз речно корито Вади ал Хамамат, учинивши тај централни пут најважнијом везом са јужном Арабијом.
Хадрамаут, у који је у стара времена спадало и приморје Махра и Шир, био је чувена земља тамјана. Зафар, раније град, а сада покрајина на обали, био је главни центар. Ново му је име Зуфар и он се налази на југу Омана. Овај Зафар, трговински центар земље тамјана, који је лежао на обали, не треба бркати са Зафаром у унутрашњости Јемена који је био главни град Химјара. Тамјан још увек успева у Хадрамауту и другим деловима Јужне Арабије. Као и у стара времена, Зафар је још главни центар његове трговине.
Стари Египћани нису били једини народ који је показивао трговинске интересе у Арабији. Главни ривали у трговини мирођија и минерала били су народи Вавилоније.

## Употреба
Тамјан је један од мириса који се спомињу у Старом завету, где се наводи да се користио у Скинији, према упутству које је Мојсије, како се наводи, добио од Господа, а користио за кад и доводио у везу са Светињом над Светињама (2 Мој. 30:34; 3 Мој. 16:12). Уз злато и смирну, један од дарова које су мудраци с Истока донели новорођеном Христу (Мат. 2:11).
Кађење тамјаном симбол је људске и молитве светитеља Богу (Откр. 5:8; Откр 8:3) која се узноси ка небу као што се диже дим од тамјана (1 Мој. 5:8; Псал. 141:2), али оно означава и само присуство Божијег духа који наслађује наше душе.
Дим је ширио чаробни мирис и мислило се да има очишћујуће дејство у време невоље (2 Мој. 42:5). Као земља у којој се производи тамјан наводи се Сава (Иса. 60:6).

## Народне изреке
За онога коме је душа у носу народ каже да мирише на тамјан, за човека који зазире од неког или се нечег плаши вели се да бежи као ђаво од тамјана, а за великог тврдицу поспрдно се говори како не би дао ни Богу тамјана.
Свети Тадеј Штрбуловић о тамјану:
Тамјан је чудо Божје! Можеш да проветриш стан, али отрове из стана можеш да очистиш једино ако чешће запалиш тамјан- најбоље чисти ваздух. И зла сила бежи када запалимо тамјан.